# Virgilio Trujillo
Virgilio Trujillo Arana (c. 1984-Puerto Ayacucho, estado Amazonas, Venezuela, 30 de junio de 2022) fue un activista ambientalista venezolano, miembro de la Organización Indígena Piaroas Unidos del Sipapo (Oipus) y coordinador de una guardia territorial contra la minería ilegal, Guardianes Territoriales Uwottujja, en el municipio Autana, en el estado Amazonas. Trujillo fue asesinado el 30 de junio de 2022.

## Biografía
Trujillo fue un activista ambientalista, miembro de la Organización Indígena Piaroas Unidos del Sipapo (Oipus) y coordinador de una guardia territorial contra la minería ilegal, Guardianes Territoriales Uwottujja, en el municipio Autana, al igual que uno de los primeros guardias territoriales indígenas del municipio. Como activista, Trujillo denunció la minería ilegal y la presencia de grupos armados irregulares en la región, exigiendo su salida del estado Amazonas. También fue parte de la guardia territorial que ubicó una pista clandestina en San Pedro del Orinoco en el estado.

## Muerte

### Antecedentes
Entre 2013 y 2021, la organización no gubernamental ODEVIDA documentó que «32 líderes indígenas y ambientales líderes fueron asesinados, 21 de ellos asesinados por sicarios mineros o miembros de organizaciones guerrilleras colombianas y 11 por efectivos de la Fuerza Armada Nacional Bolivariana (FANB)».

### Asesinato
Trujillo fue asesinado el 30 de junio de 2022 en el sector Escondido 3 de Puerto Ayacucho, en el estado Amazonas, siendo herido a disparos. La Organización Regional de los Pueblos Indígenas de Amazonas (Orpia) informó sobre el asesinato de Trujillo unos días después de su muerte. Según la ONG Kape Kape, defensora de derechos indígenas, Trujillo recibió dos disparos, mientras que otras versiones de prensa indican que recibió tres disparos en la cabeza.

### Reacciones
La muerte del aborigen causó indignación en las organizaciones defensoras de derechos humanos en Venezuela, las cuales exigieron al gobierno de Nicolás Maduro una respuesta contundente contra los grupos irregulares en la región. Mediante un comunicado, las organizaciones no gubernamentales Provea, Observatorio para la Defensa de la Vida (ODEVIDA ), Fundación Pares de Colombia y CooperAcción de Perú condenaron el asesinato de Trujillo y destacaron su labor «por mantener su territorio libre de la extracción de minerales y de la presencia de fuerzas irregulares de la guerrilla colombiana que operan en la zona». El Frente Nacional Ecosocialista por la Vida (FRENESVI) también emitió un comunicado en rechazo al asesinato de Trujillo.
El secretario general de la Organización de Estados Americanos (OEA), Luis Almagro, expresó su solidaridad con la familia de Trujillo y le pidió a la justicia internacional investigar la participación del gobierno venezolano en la minería ilegal.